# Artur Rasizadə

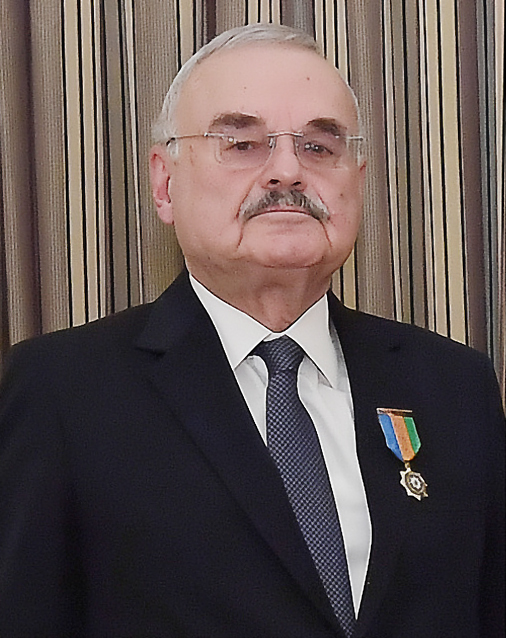
Artur Rasizadə (2020)

Artur Tahir oğlu Rasizadə (alternative aserbaidschanische Schreibweise Artur Tahir oğlu Rasizadä; * 26. Februar 1935 in Gəncə, Aserbaidschanische SSR) ist ein aserbaidschanischer Politiker. Vom 4. November 2003 bis zum 21. April 2018 war er Ministerpräsident von Aserbaidschan. Rasizadə ist Mitglied der Präsidentenpartei Yeni Azərbaycan (dt. Neues Aserbaidschan).
Er war bereits von 1996 bis 2003 Ministerpräsident seines Landes, trat jedoch aus gesundheitlichen Gründen zurück. Bereits drei Monate später kehrte er in das Amt zurück.

## Werdegang
Nach seinem Abschluss am Institut für Industrie (heute Aserbaidschanische Staatliche Öl- und Industrie-Universität) begann er seine Berufslaufbahn 1957 als Ingenieur, später Chefingenieur, Projektleiter und Abteilungsleiter beim Institut für Petroleum Engineering AzINMAS. Schließlich arbeitete er als stellvertretender Direktor für wissenschaftliche Angelegenheiten.
Von 1973 bis 1975 war er bei der Gewerkschaft "Azneftsənayemas", in den Jahren 1975 bis 1977 dann Erster stellvertretender Leiter der EIB. Schließlich war Rasizadə ein Jahr Direktor des Forschungsinstituts für Petroleum Engineering AzINMAS.
In den Jahren 1978 bis 1981 war er stellvertretender Vorsitzender der Staatlichen Plankommission, danach bis 1986 in der Kommunistischen Partei von Aserbaidschan in der Maschinenbauabteilung. Von 1986 bis 1992 war Rasizadə Erster Stellvertreter des Vorsitzenden des Ministerrates der Republik Aserbaidschan (damals Erster Stellvertretender Ministerpräsident der Republik Aserbaidschan). Nach dem politischen Umbruch zu Beginn der 1990er Jahre und der Unabhängigkeit Aserbaidschans war er zunächst als Berater für Wirtschaftsreformen tätig. 
1996 wurde er zum Wirtschaftsberater des Präsidenten ernannt. Im Mai 1996 wurde Rasizadə Erster Stellvertretender Ministerpräsident der Republik Aserbaidschan und im gleichen Jahr noch selbst Ministerpräsident. Dieses Amt hatte er bis zur Ablösung durch Novruz Məmmədov im April 2018 inne, unterbrochen von der Zeit von August bis November 2003, in denen er aus gesundheitlichen Gründen nur Erster stellvertretender Ministerpräsident war.

## Orden
- Orden der Völkerfreundschaft (Belarus) (7. April 2015)[2]
- Orden Für den Dienst am Vaterland (aserbaidschanisch: Vətənə xidmətə görə ordeni), 1. Stufe (27. Februar 2020)[3]